# Batalla d'Ontígola
La batalla d'Ontígola fou una batalla de la guerra del francès.

## Antecedents

Campanyes franceses

El rearmament austríac que acabaria amb la guerra de la Cinquena Coalició provocà que Napoleó marxés de Valladolid el 17 de gener, arribant a París el 23 de gener. El I Cos del mariscal Claude-Victor Perrin va ser el responsable de la conquesta amb tres divisions d'infanteria sota els generals de la divisió François Amable Ruffin, Eugène-Casimir Villatte i Jean François Leval, dues divisions de cavalleria comandades per Antoine Charles Louis de Lasalle i Victor de Fay de La Tour-Maubourg, així com de l'artilleria del general de la divisió Alexandre-Antoine Hureau de Sénarmont. En total, hi havia 20.000 homes i 50 canons.
Sabedor el mariscal Ney de les diferències entre la Junta d'Astúries i la Romana, va envair Astúries amb 6.000 homes des de Galícia fins a Oviedo, mentre des de Valladolid amb una força semblant travessava el port de Pajares el general François Étienne de Kellermann. Ney va entrar a Oviedo el 19 de Maig, Kellermann va quedar-se a Oviedo, i a Villaviciosa al general Jean Pierre François Bonet, que havia arribat des de Santander, i Ney va tornar a Galícia. El mes de juny, Soult decideix abandonar Galícia per Valdeorras en direcció a Zamora després de la seva derrota a la batalla de Ponte Sampaio.
Després de la frustrada invasió de Portugal de Nicolas Jean de Dieu Soult, Wellesley va avançar cap a Espanya per unir-se als espanyols de general Cuesta, combatent a la batalla de Talavera contra sota el mariscal Claude Victor Perrin i el major general Horace Sébastiani, i Wellesley immediatament es va retirar a Portugal atès que Soult pretenia tallar la seva retirada a Portugal.
La campanya espanyola de la tardor de 1809 va pressionar en direcció a Madrid tant del nord com del sud. Els espanyols van demanar ajuda d'Arthur Wellesley de Wellington, però després de la falta de cooperació durant la campanya de l'agost, el general britànic es va negar, restant a Badajoz per defensar la frontera de Portugal.
Vicente de Cañas y Portocarrero va derrotar Jean Gabriel Marchand a la batalla de Tamames i va prendre viles fins a arribar a Salamanca, que va alliberar el dia 25. A finals del mes la Junta Central va dissenyar un pla d'aproximació cap a Madrid, ordenant a l'Exèrcit de Centre, que cobria el front a Sierra Morena, que avancés fins al riu Tajo i mantenir-se en la riba esquerra d'aquest riu entre Aranjuez i Toledo, per envair Castella. Els francesos es van veure sorpresos per l'empenta sud, perquè el 9 de novembre, l'exèrcit del sud es trobava a 35 quilòmetres de Madrid, amb només 7.000 soldats francesos que els bloquejaven. Llavors, Juan Carlos de Aréizaga va perdre els nervis i es va aturar tres dies abans de continuar cap a Madrid, donant temps al reagrupament francès.

## Batalla
Els generals Édouard Jean Baptiste Milhaud i Antoine Marie Paris d'Illins amb tres regiments de dragons, el 10è regiment de caçadors i els llancerspolonesos, amb uns 2.100 homes en total, havien creuat el Tajo per Aranjuez, i es van enfrontar a sis esquadrons espanyols (Alcántara, Pavia, de l'Infant, Voluntaris de Madrid, Carrabiners Reials i Guàrdia de Corps, amb 1.500 efectius aproximadament, comandats per
Juan Bernuy i Miguel March. Tot i l'inici favorable a la cavalleria espanyola, la millor posició dels francesos els va permetre replegar-se i perseguir a la cavalleria espanyola que va fugir en desordre fins als voltants d'Ocaña, on es trobava el regiment de Zayas que va acudir ràpidament a prestar ajuda, aconseguint-rebutjar als perseguidors. En el combat va morir el general Paris.

## Conseqüències
Les tropes franceses van acampar en Ontígola aquella mateixa nit mentre les espanyoles es van retirar a Ocaña on foren derrotats l'endemà a la catastròfica batalla d'Ocaña, i juntament amb la de exèrcit espanyol del nord una setmana després a la batalla d'Alba de Tormes van deixar Espanya oberta a la dominació francesa, el camí estava obert a la conquesta francesa d'Andalusia.